# 経王寺 (荒川区)
経王寺（きょうおうじ）は、東京都荒川区にある日蓮宗の寺院。

## 概要
1655年（明暦元年）、当地の豪農だった冠勝平の開基である。当寺は冠一族の菩提寺であった。
1868年（慶応4年）、上野戦争に敗れた彰義隊隊員が当寺に逃げ込んだため、新政府軍の攻撃を受けることになった。当寺の山門の門扉には、その時の弾痕が残っている。
大黒堂には、日蓮作の大黒天が祀られている。

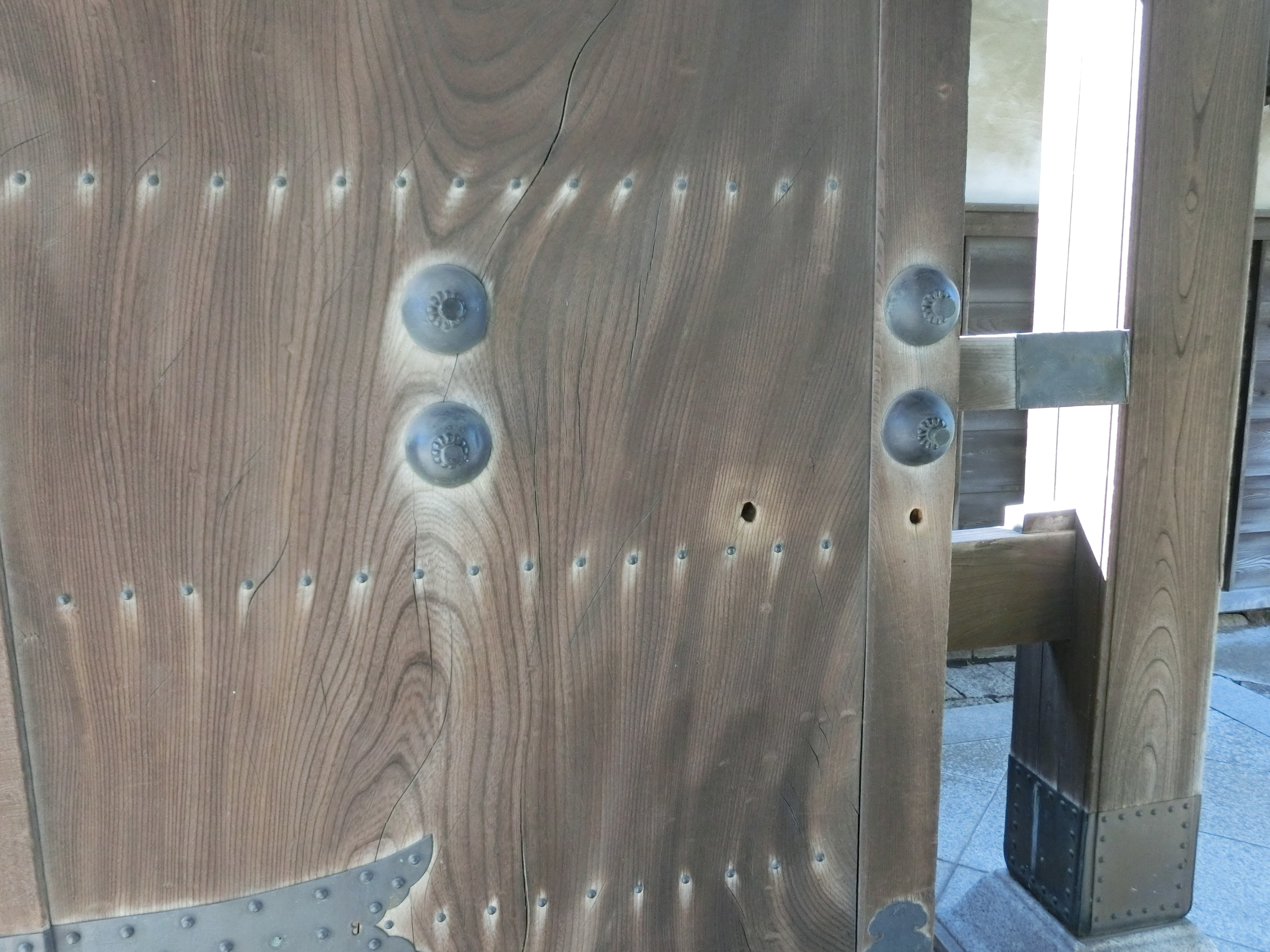
経王寺門扉の弾痕

## 交通アクセス
- 日暮里駅より徒歩約3分（経路案内）。